# Wisin
Wisin, pseudonimo di Juan Luis Morera Luna (Cayey, 19 dicembre 1978), è un rapper portoricano membro del duo reggaeton Wisin & Yandel. Ha pubblicato il suo primo album da solista intitolato El Sobreviviente nel 2004; dieci anni dopo, nel 2014, ha pubblicato il suo secondo album in studio El Regreso del Sobreviviente.

## Discografia

### Album
- 2004 – El Sobreviviente
- 2014 – El Regreso del Sobreviviente
- 2015 – Los Vaqueros: La Trilogia
- 2017 – Victory
- 2024 – Mr. W